# 161315 de Shalit
161315 de Shalit è un asteroide della fascia principale. Scoperto nel 2003, presenta un'orbita caratterizzata da un semiasse maggiore pari a 2,5417473 UA e da un'eccentricità di 0,2369183, inclinata di 4,84180° rispetto all'eclittica.
L'asteroide, scoperto presso l'osservatorio Wise in Israele, è dedicato al fisico israeliano Amos de Shalit.